# Antisa Chvitjava
Antisa Chvitjava (georgiska: ანტისა ხვიჩავა), hävdat född den 8 juli 1880 i Satjino, Tsalendzjicharegionen, död 4 oktober 2012 i Satjino, var en georgisk kvinna som sägs ha blivit 132 år gammal, vilket innebär att om andra liknande fall är falska, skulle hon ha varit den äldsta personen genom alla tider. Hennes pass angavs som bevis för påståendet. Chvitjava bodde i Kaukasusbergen med barnbarn och barnbarnsbarn. 
Chvitjavas verkliga ålder är omstridd. L. Stephen Coles, en av Gerontology Research Groups skapare, noterade att om påståendet vore sant skulle det innebära att hon födde en son vid 60-års ålder. Dessutom hanteras födelse- och dödsregistreringen i Georgien av lokala myndigheter snarare än hos staten, och medborgare undanhåller eller ger ibland felaktig information i syfte att säkra statliga förmåner tidigare än vanligt. Det är troligt att hennes födelsedatum antingen är felregistrerat, eller förfalskat.